# Restauro

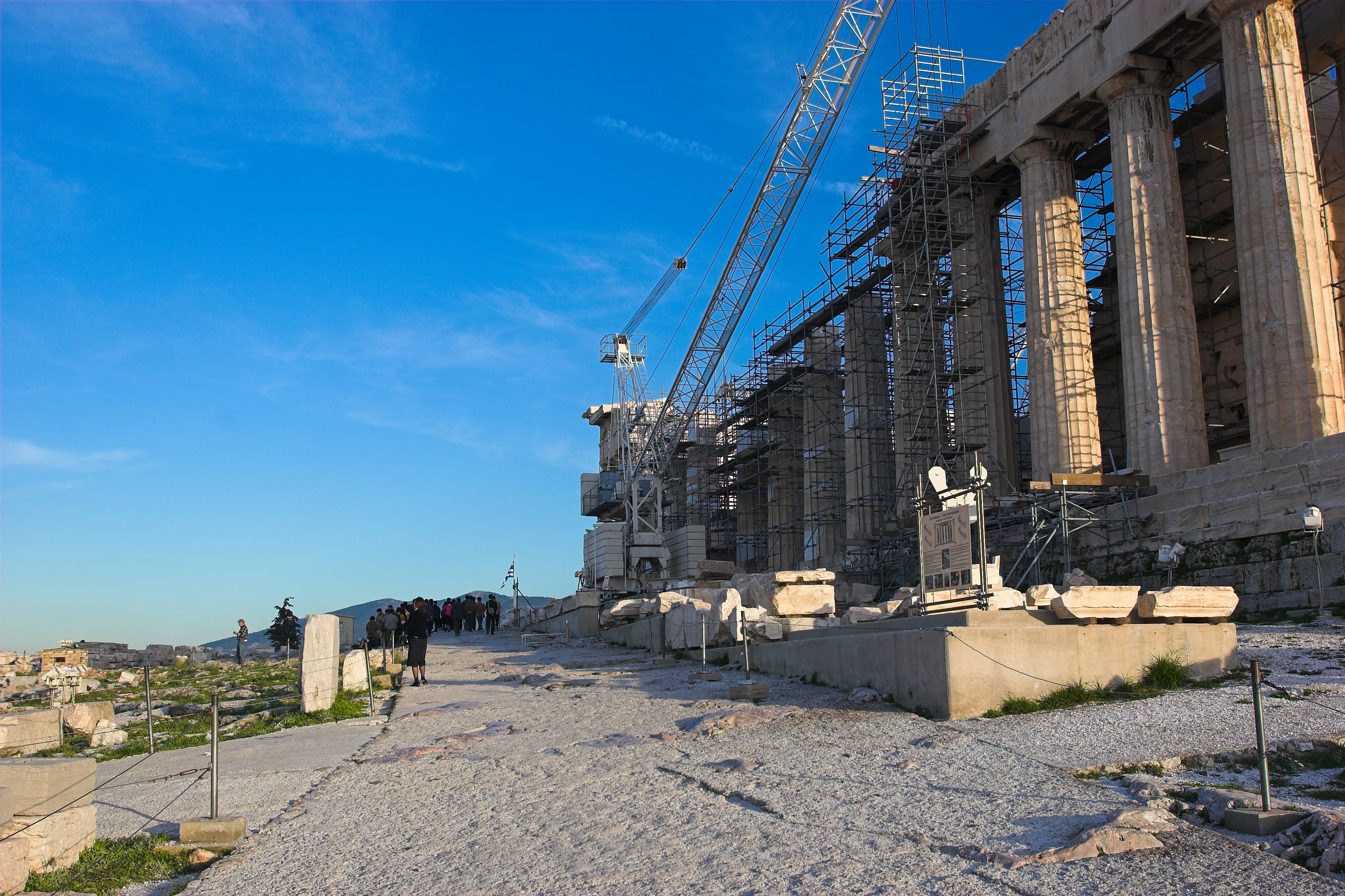
Restauro architettonico del Partenone

Il restauro è un'attività legata alla manutenzione, al recupero, al ripristino e alla conservazione delle opere d'arte, dei beni culturali, dei monumenti ed in generale dei manufatti storici, quali ad esempio un'architettura, un manoscritto, un dipinto, un oggetto, qualsiasi esso sia, al quale venga riconosciuto un particolare valore. Cesare Brandi nella sua Teoria del restauro afferma che il restauro è «il momento metodologico del riconoscimento dell'opera d'arte, nella sua consistenza fisica e nella sua duplice polarità estetica e storica, in vista della trasmissione al futuro», aggiungendo che «si restaura solo la materia dell'opera d'arte».

## Caratteristiche
Il termine (dal latino restaurare, composto da re di nuovo e staurare con il significato di rendere solido, proveniente dal gotico stiuryan) ha nel tempo acquisito vari significati spesso in aperta contraddizione, in relazione alla cultura del periodo e al rapporto di questa con la storia, così da rendere impossibile una definizione univoca. Il significato attribuito ai termini "restauro" e "conservazione" varia notevolmente a seconda degli autori, tanto da trovarli a volte come termini di un'alternativa e a volte come intercambiabili.
Nel restauro, quindi, sono fondamentali sia le caratteristiche intrinseche dell'oggetto, sia la struttura culturale della persona che con esso si confronta. Giorgio Bonsanti col suo celebre “paradosso di Brustolon” («se una sedia si rompe, viene riparata. Se la sedia è del Brustolon, viene restaurata») evidenziava come nei confronti di una sedia che si rompe il nostro impegno e la nostra intenzione progettuale sono diversi se essa è un normale prodotto industriale coevo, oppure un'antica sedia intagliata e dorata dal celebre artista veneto del XVIII secolo. Il riconoscimento del valore di ciascun oggetto è, quindi, propedeutico all'attività del restaurare. Il soggetto che esercita tale attività viene detto comunemente "restauratore".

## Storia

### Antichità
Non tutte le culture seguirono gli stessi criteri nel conservare le testimonianze del proprio passato. Molto forte è il rapporto con la religione e, quindi, con la concezione del tempo. In oriente, con la visione ciclica del tempo, nuovo e vecchio vanno assieme, ogni evento torna periodicamente e l'idea di progresso è diversa dalla concezione occidentale.
Il primo Pantheon di Roma fu fatto costruire da Agrippa, presentando la sua iscrizione sul fregio. Successivamente, dopo aver subito una distruzione, fu fatto ricostruire da Adriano, questo provato dai bolli laterizi, che presentavano gli anni di realizzazione dei suoi anni di impero, nonostante fece ricollocare l'iscrizione originale di Agrippa, come a voler far "rinascere" il primo tempio.
Nel Medioevo e con la nuova religione, il Cristianesimo, si assiste a profondi cambiamenti che separarono, anche in modo drastico, il mondo antico da quello del presente. La concezione del tempo comincia ad essere lineare, dove nuovo e vecchio vanno in conflitto e comincia ad esserci l'idea di progresso. Non si rigetta il passato nella sua interezza, ma inizia una selezione di forme, elementi e tipologie con cui realizzare il nuovo mondo (ad esempio i Cristiani riprendono la tipologia Basilicale, adottata dai romani e prima ancora dai greci per le aule della giustizia, e la adottano ai loro scopi, apportandone delle modifiche, come l'ingresso al lato corto, l'abside o il quadriportico per i catecumeni).
In mancanza di un afflusso regolare di materiale da costruzione e a costi molti elevati, gli edifici vengono realizzati con "pezzi di spoglio", ovvero capitelli, basi, cornici, prelevati da edifici antichi, che verranno, spesso, interamente distrutti. Questo viene spiegato dallo storico dell'arte Panofsky come il "principio di disgiunzione".
Dagli studi di Settis, il Medioevo è caratterizzato da tre fasi:
- in continuità con il passato, dove il vecchio mantiene la sua funzione originaria (es. Basilica di Santa Maria Maggiore o di Santa Sabina a Roma);
- di distacco con il passato, dove il vecchio vede maggiore manipolazione (es. Cattedrale di Vaison la Romaine);
- di conoscenza e di studio dell'antico, ovvero la sua "conservazione" (es. Tomba di Luca Savelli in Santa Maria in Ara Coeli).

### Il Seicento
Dalla seconda metà del Seicento si cominciano a diffondere dei manuali riguardanti la pulitura e la foderatura dei dipinti, oltre che il consolidamento degli intonaci di importanti proprietà private. Tra alcuni dei più celebri interventi su affreschi, descritti dai biografi degli artisti di quel periodo, è molto noto il restauro a Palazzo Farnese avvenuto nel 1693, come quello dei restauri di Carlo Maratta su Logge di Psiche alla Farnesina e le Stanze Vaticane, opere di Raffaello Sanzio. Si tratta soprattutto di rifacimenti e ridipinture che mirano al recupero dell'aspetto originale. Su come si effettuava la manutenzione su degli edifici circolano dei manuali sulla prassi dell'intervento anche se questa era da osservare soprattutto nel caso di un bene ecclesiastico.

### Il Settecento e l'Ottocento

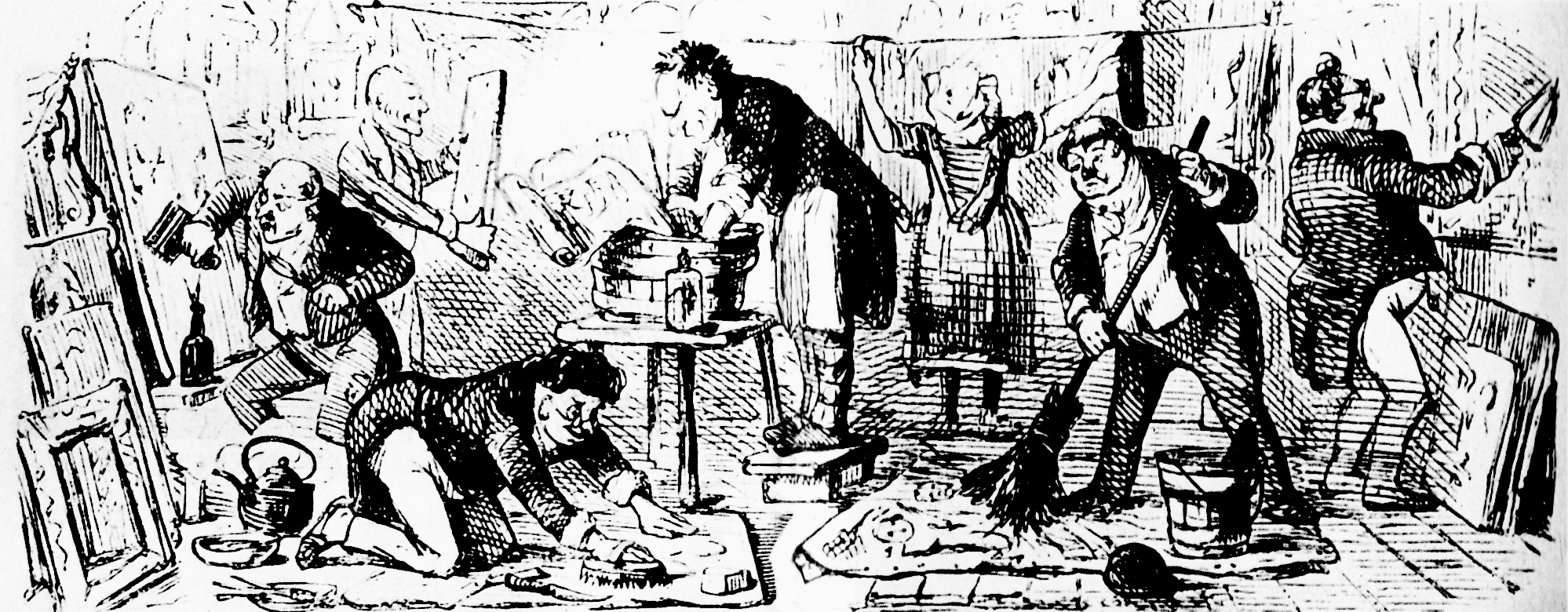
La pulizia dei dipinti alla National Gallery: vignetta di John Leech su Punch Magazine (1847)

Verso la fine del Settecento si ha la nascita dello studio storico-archeologico dei beni del passato, avvenuta a seguito degli scavi di Pompei ed Ercolano, alla riscoperta delle antichità greche ed alla scoperta di quelle egizie avvenuta con la campagna d'Egitto di Napoleone Bonaparte. Questo passaggio fondamentale della conoscenza dell'arte antica porta ad un cambiamento nel rapporto con le opere del passato (inizialmente limitato all'arte antica e successivamente esteso anche a quella medioevale), con la nascita del restauro modernamente inteso.
Proprio per questo quando Eugène Emmanuel Viollet-le-Duc (1814-1879) scrive il suo Dictionnaire raisonné de l'architecture française du XIe au XVIe siècle alla voce Restauro afferma che «la parola e la cosa sono moderne».
In questo periodo sono presenti due linee di tendenza principali:
- Quella che tende a preferire la distinguibilità dell'intervento integrativo rispetto alla parte preesistente, integrando le lacune in maniera riconoscibile attraverso la distinzione del materiale o la semplificazione delle forme (ad esempio i restauri del Colosseo (1807-1826) e dell'Arco di Tito (1818-1824) a Roma eseguiti da Raffaele Stern e Giuseppe Valadier).[4]
- Quella secondo cui il restauratore deve immedesimarsi nel progettista originario e integrarne l'opera nelle parti mancanti, perché mai realizzate, perché successivamente distrutte o degradate, perché alterate da nuovi interventi. Secondo Viollet-le-Duc «Restaurare un edificio non è conservarlo, ripararlo o rifarlo, è ripristinarlo in uno stato di completezza che può non essere mai esistito in un dato tempo».[2] Questa posizione è abitualmente definita "restauro stilistico".

Come reazione a queste due tendenze nasce in Inghilterra l'Antirestoration movement, che - promosso da William Morris - si rifà alle teorie di John Ruskin (1819-1900), secondo il quale il restauro è «la più totale distruzione che un edificio possa subire: una distruzione alla fine della quale non resta neppure un resto autentico da raccogliere, una distruzione accompagnata dalla falsa descrizione della cosa che abbiamo distrutto».
Il restauro dei dipinti vede nella Venezia del Settecento una figura di primo piano con Pietro Edwards che Giorgio Bonsanti definisce "papà del restauro in Europa" più che per la sua intensa attività di restauro per gli scritti che documentano la modernità del pensiero che guidava la sua azione. Importantissimo, tra i vari scritti di Edwards, il testo Capitoli (...) per l'effettuazione del Ristauro generale dei Quadri di pubblica ragione (06/07/1777) dove vengono indicati con precisione il principio della reversibilità e della riconoscibilità. Per quanto concerne la reversibilità afferma: "S'impegnano poi che non si useranno nei Quadri ingredienti che non si possano più levare, ma ogni cosa necessariamente addoperata, sarà facilmente amovibile da ogn'un ch'intenda l'arte"; e per quanto quello della riconoscibilità: "Risarciranno i pezzi lacerati, e mancanti, … non comprende l'obbligo di rinovare dell'intiere composizioni; ciocché non sarebbe ristaurare, ma originalmente dipingere".  Importante anche un altro scritto di Edwards Instituzione di una formale pubblica scuola pel ristauro delle danneggiate pitture (1820), che viene ritenuto il primo contributo sul delicato tema della formazione del restauratore.
Verso la fine dell'Ottocento in Italia nascono due nuovi modi di intendere il restauro architettonico:
- Restauro storico, che afferma la necessità che le integrazioni all'opera debbano essere fondate su documenti storici (Luca Beltrami, torre del Castello Sforzesco).
- Restauro filologico, che ha come caposcuola Camillo Boito (1836-1914): riprende il concetto di riconoscibilità dell'intervento; prevede il rispetto per le aggiunte aventi valore artistico, che nel corso del tempo sono state apportate al manufatto; tutela i segni del tempo (pàtina).[10]

Nel restauro artistico i due caposcuola principali sono il bergamasco Giovanni Secco Suardo, che affianca le conoscenze scientifiche dell'epoca e lo scambio di informazioni tra restauratori europei per trarne linee metodologiche che raccoglie nel suo famoso Manuale del restauro e il fiorentino Ulisse Forni che con il suo Manuale del pittore restauratore descrive nelle numerosissime schede le tecniche per risolvere qualsiasi problema si riscontri su affreschi, oli e tempere. Entrambi si riconoscono ancora nel concetto di ripristino dell'opera e nella necessità di eliminare i segni del tempo per riproporre, a volte interpretando, l'idea originaria dell'artista.

### Il Novecento

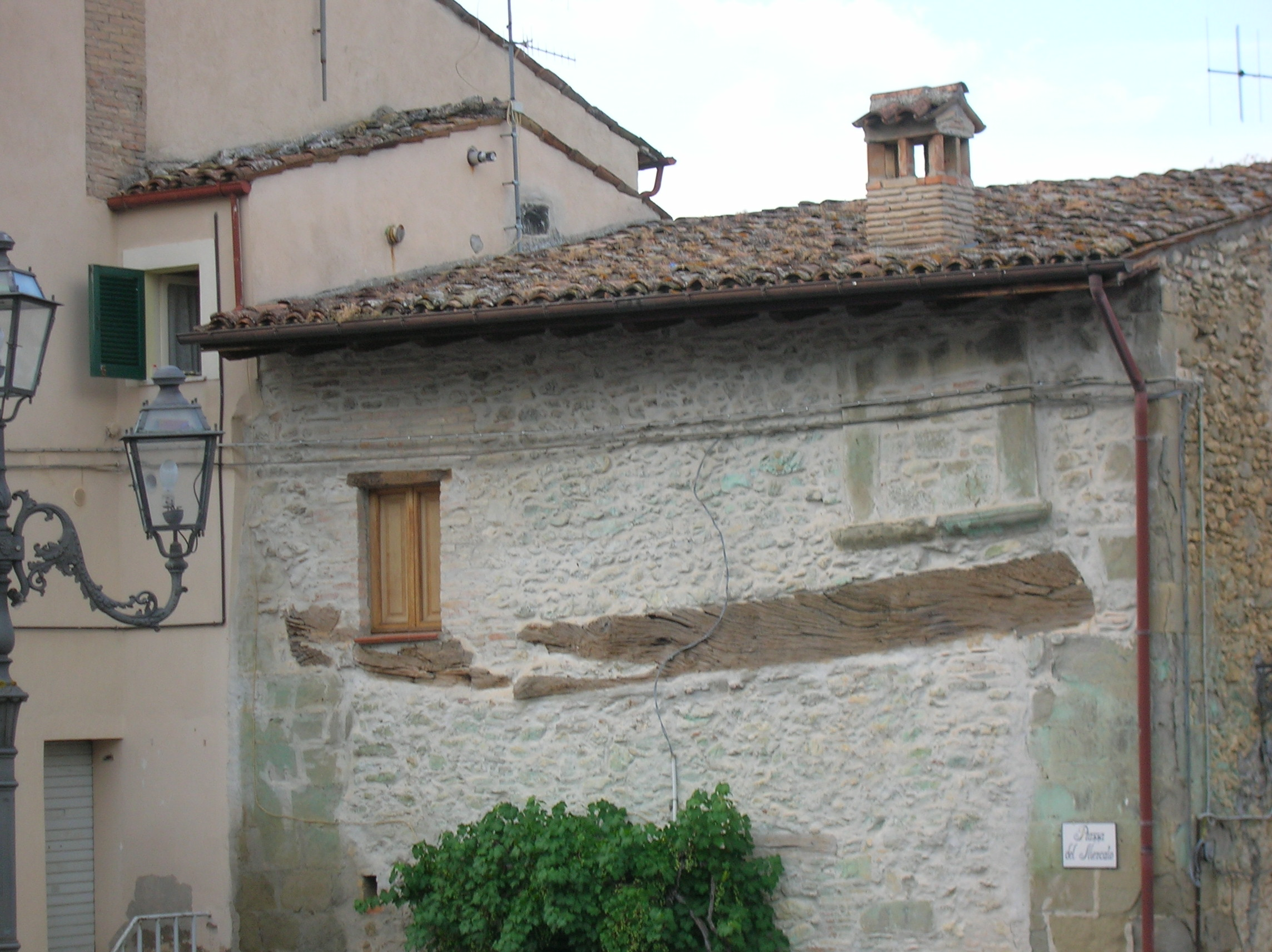
Una casa a Tossicia, nel Teramano

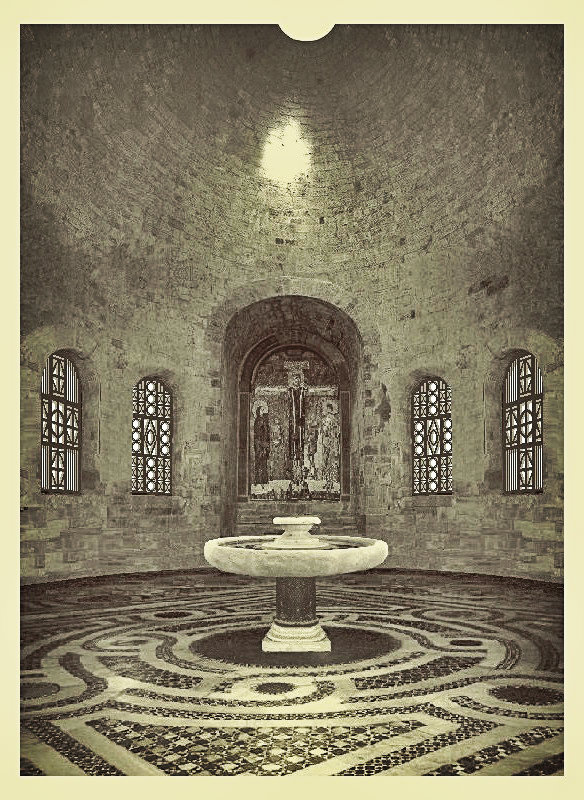
Chiesa di San Salvatore (Terni). Progetto di restauro di Arnaldo Dell'Ira, 1941, tipico esempio di restauro architettonico novecentesco.

All'inizio del Novecento si hanno i fondamentali contributi di Max Dvořák (1874-1921) e di Alois Riegl (1858-1905).
Riegl nel Der Moderne Denkmalkultus (1903) propone la cosiddetta "Teoria dei Valori", secondo la quale il monumento ha più valori (storico-artistico, di novità, di antichità, ecc.) dei quali si deve contemporaneamente tener conto nell'ambito del restauro.
La prima metà del Novecento è dominata dalla figura di Gustavo Giovannoni (1873-1947), promotore di una sistematizzazione della teoria del restauro che va sotto il nome di "Restauro scientifico". Giovannoni ritiene infatti necessaria la compartecipazione al progetto di restauro, sotto la direzione ed il coordinamento dell'architetto, di alcuni specialisti (chimici, geologi, ecc.) in grado di apportare utili contributi alla conoscenza del manufatto e delle tecniche di intervento.
Giovannoni propone inoltre di ricondurre gli interventi di restauro a varie categorie:
- Restauro di consolidamento, consistente nell'insieme di opere necessarie a ristabilire un adeguato livello di sicurezza statica.
- Restauro di ricomposizione o anastilosi, ovvero ricomposizione di un monumento frammentario del quale si conservino le parti.
- Restauro di liberazione, ovvero rimozione di superfetazioni ritenute di scarso valore storico-artistico.
- Restauro di completamento, con l'aggiunta di parti accessorie realizzate secondo il criterio della riconoscibilità.
- Restauro di innovazione che aggiunge parti rilevanti di nuova concezione che talvolta risultano necessarie per il riuso del manufatto.

Contemporaneamente però Ambrogio Annoni elabora la cosiddetta "Teoria del caso per caso", ovvero la necessità di trattare ogni manufatto come opera a sé stante, rifuggendo teorizzazioni astratte a favore dell'analisi attenta dei documenti storici e del manufatto oggetto dell'intervento ritenuto documento principale.

### Il dopoguerra in Italia e il restauro moderno

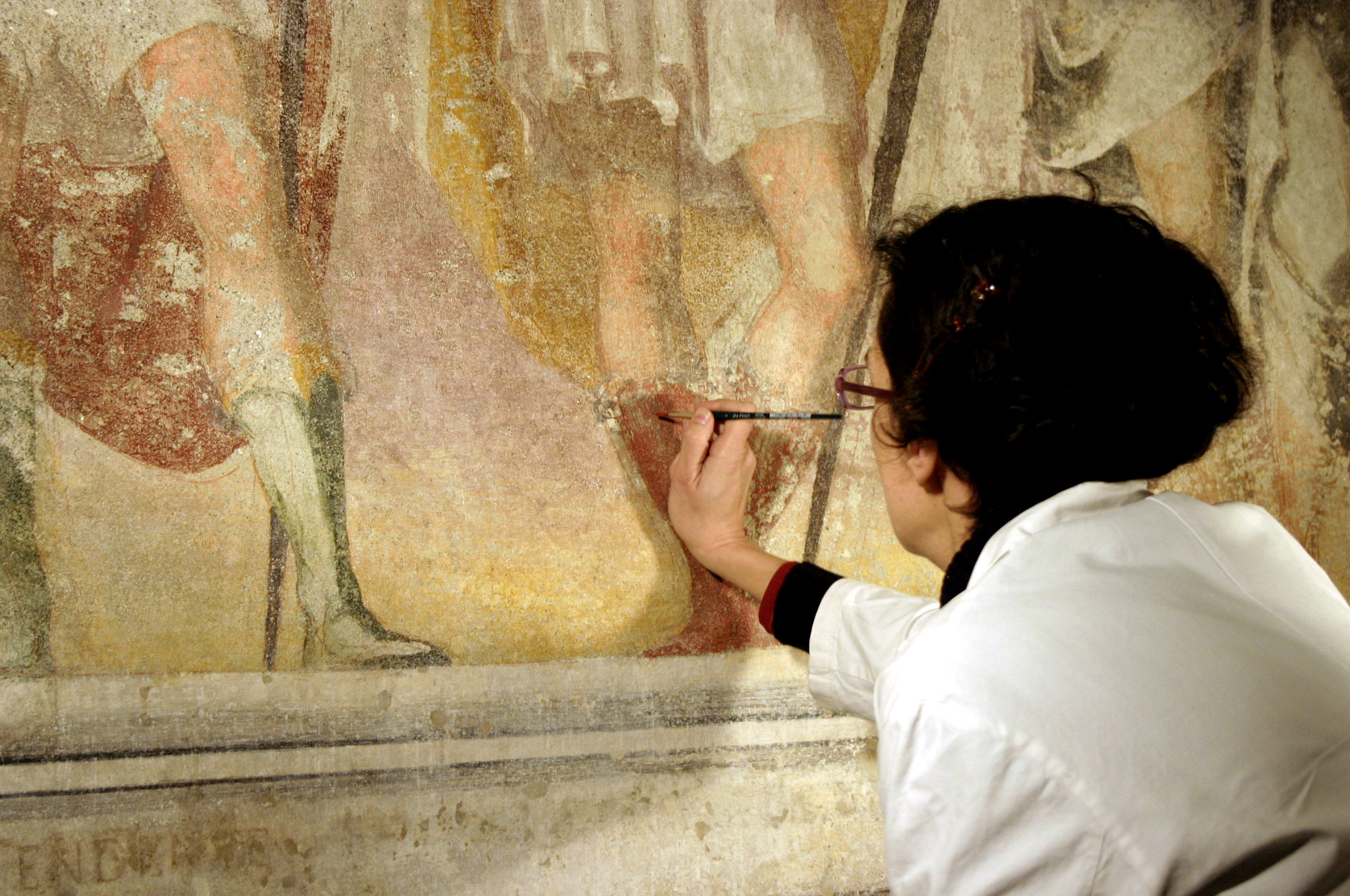
Restauratrice al lavoro.

Dopo la seconda guerra mondiale in Italia, a seguito delle distruzioni belliche, la teoria del restauro prosegue il distacco critico dalle posizioni filologico-scientifiche e si evolve verso il cosiddetto "restauro critico".

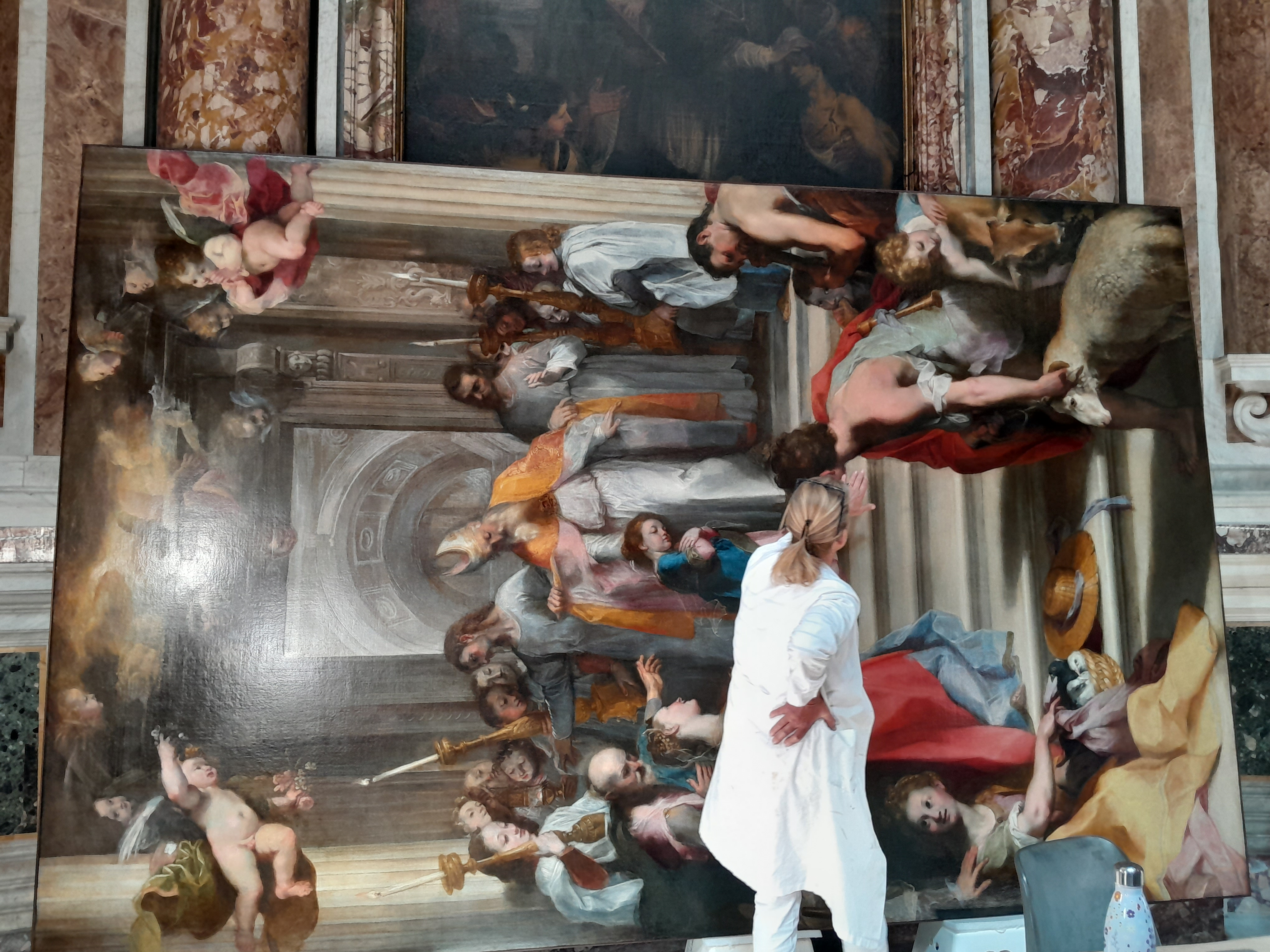
Restauratrice davanti alla "Presentazione al tempio" di Federico Barocci

Questa corrente ha al suo interno molte posizioni anche dialetticamente contrapposte. Fra i principali teorici di questa fase possiamo ricordare Roberto Pane, Renato Bonelli e Cesare Brandi. Quest'ultimo definisce il restauro, come già illustrato, «il momento metodologico del riconoscimento dell'opera d'arte, nella sua consistenza fisica e nella sua duplice polarità estetica e storica, in vista della trasmissione al futuro».
Il progressivo estendersi del campo dei beni oggetti di tutela - dalle opere d'arte - ai beni di interesse etno-antropologico e di cultura materiale, mette in crisi le posizioni del restauro critico che impostava la sua teoria sull'artisticità del bene oggetto delle opere restaurative, e porta ad aumentare l'interesse per la conservazione materiale oltre che formale degli oggetti tutelati, interesse che vede fra i precursori Piero Sanpaolesi che elabora metodi per il consolidamento dei materiali lapidei.
Negli anni settanta del Novecento nasce la cosiddetta teoria della conservazione che rifiuta ogni tipo di integrazione stilistica, anche semplificata nelle forme, a favore dell'integrazione tra esistente - conservato in maniera integrale - e aggiunta dichiaratamente moderna.
Tra i massimi esponenti di questa corrente ricordiamo Amedeo Bellini e Marco Dezzi Bardeschi.
Negli ultimi due decenni il contrasto fra "teoria della conservazione" e "restauro critico" è andato progressivamente attenuandosi con una convergenza verso le posizioni "critico-conservative".
Solo alcune voci isolate propongono teorie radicalmente differenti. Era il caso di Paolo Marconi, che partiva dal presupposto che in architettura non esistesse il concetto di autenticità materiale (perché la concezione e l'esecuzione dell'opera appartengono a persone differenti) e giungeva a posizioni che riprendevano in larga parte le teorie ottocentesche del restauro stilistico e storico. Opponendosi ai principi di riconoscibilità dell'intervento e di semplificazione delle integrazioni, proponeva il tradizionale rifacimento a l'identique delle parti mancanti o alterate, intendendo così annullare il passaggio del monumento nella storia.
Ma il dato più innovante è costituito dalla proposta della "conservazione programmata" proposta dall'ICR nel biennio 1974-75 con il "Piano pilota per la conservazione programmata dei beni culturali in Umbria", redatto con la direzione di Giovanni Urbani (terzo direttore dell'ICR dopo Cesare Brandi e Pasquale Rotondi).

#### La donna nel restauro
Solo con l'istituzione dell'Istituto Centrale del restauro, costituito nel 1939 da Cesare Brandi, anche le donne iniziarono ad approcciarsi a questo mondo. Le prime diplomate donne furono Nerina Neri, Laura Sbordoni e Anna Maria Sorace.
Il 1964 fu il primo anno in cui il numero delle donne allieve della scuola superò quello degli uomini e alcune, tra cui Laura Mora, Nerina Angelini, Anna Maria Colaucci e Paola Fiorentino, facevano parte del corpo insegnante.

## Le carte del restauro
Le "carte" del restauro:
- La Carta di Atene (1931) è alla base della discussione successiva.[15]

In Italia i principali documenti prodotti sono stati:
- La prima "carta del restauro" italiana, votata al termine del IV congresso degli ingegneri ed architetti di Roma (1883)
- La "carta italiana del restauro" (1932)
- Le "istruzioni per il restauro dei monumenti"[16] (1938)
- La "carta di Venezia" (1964)[17]
- La "carta del restauro del Ministero della pubblica istruzione"[18] (1972)
- La "Carta della conservazione e del restauro degli oggetti d'arte e di cultura"[19] (1987)

## Galleria d'immagini
Esempio di scoperta e restauro di un murale del XV secolo a Saint-Amant-Roche-Savine. 

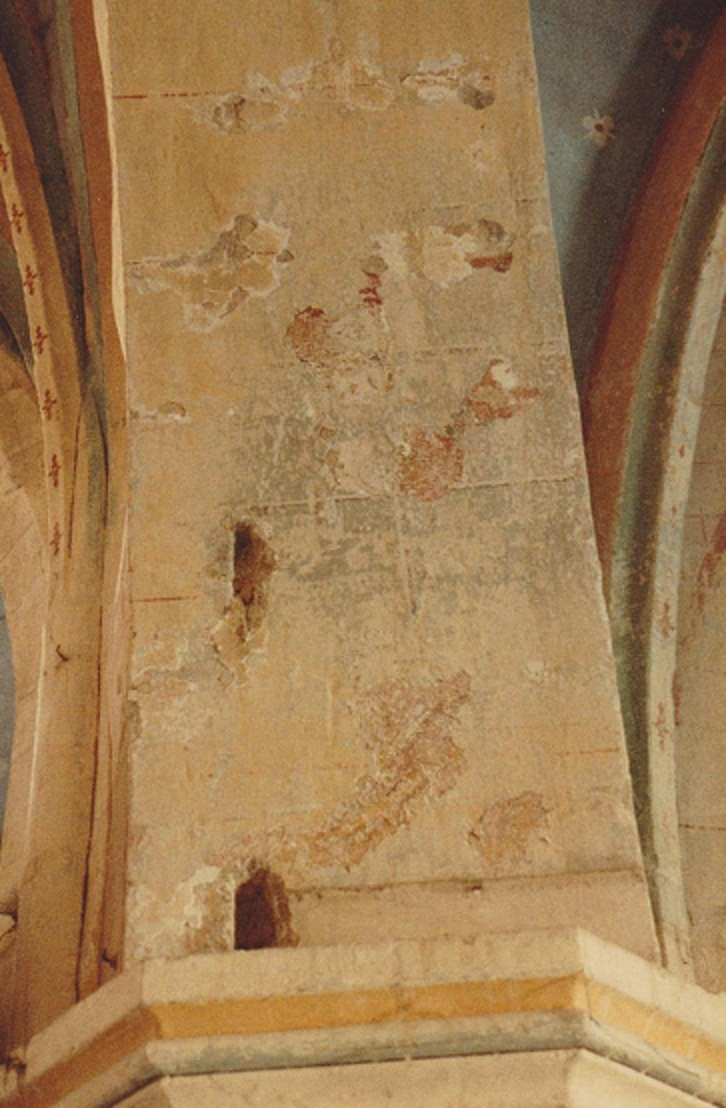
Primi sondaggi nello strato di intonaco del XIX secolo
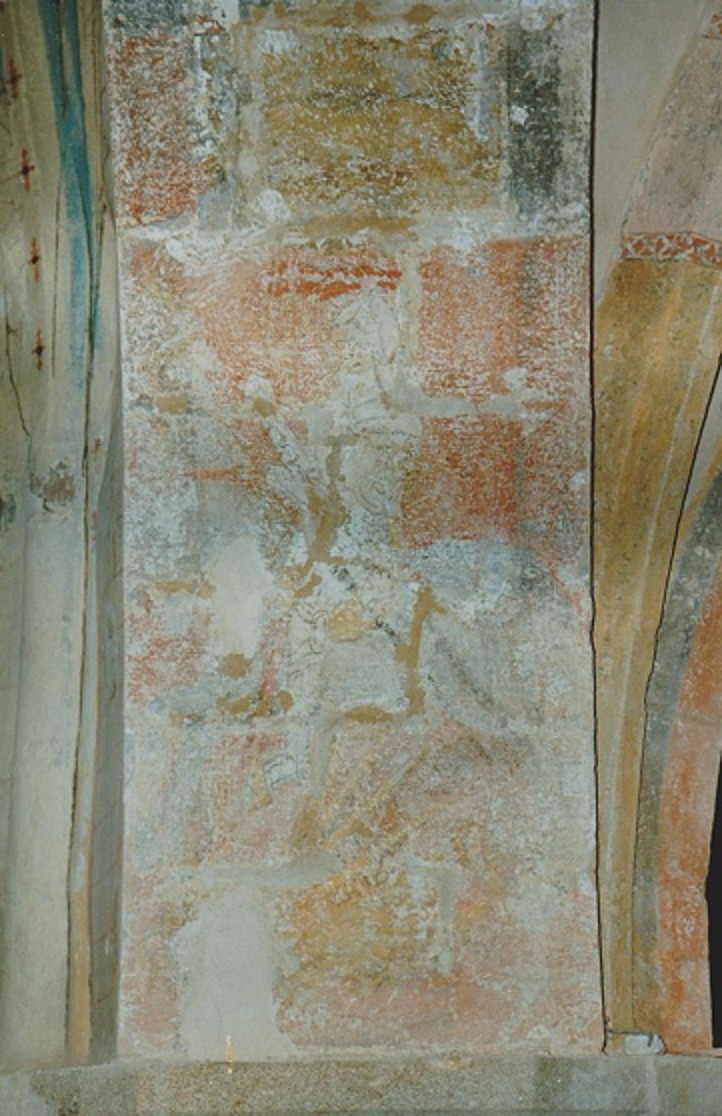
Pittura del XV secolo scoperta dall'archeologo francese Yves Morvan prima del restauro
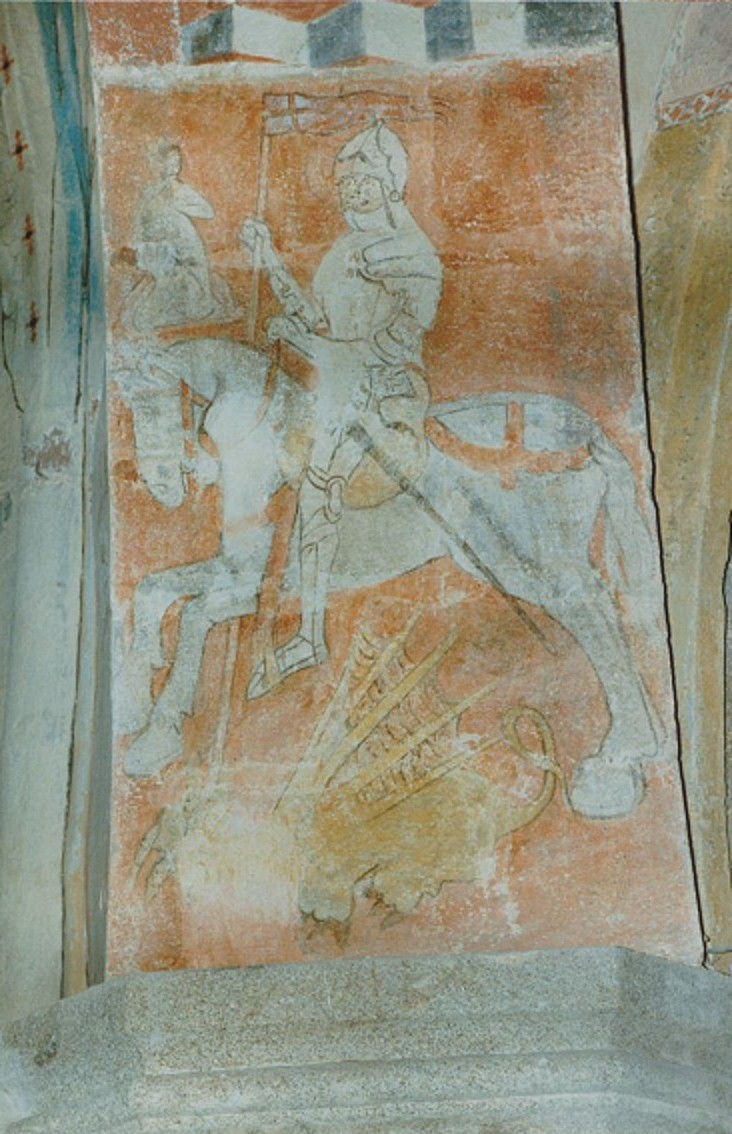
Pittura dopo il restauro

### Testi di storia del Restauro
- Benito Paolo Torsello, Restauro architettonico. Padri, teorie, immagini, Franco Angeli, Milano, 1984.
- Francesco La Regina, Come un ferro rovente. Cultura e prassi del restauro architettonico, CLEAN, Napoli, 1992.
- Nullo Pirazzoli, Teorie e storia del restauro, Ravenna, Edizioni Essegi, 1994.
- Stella Casiello (a cura di), La cultura del restauro. Teorie e fondatori, Venezia, Marsilio, 1996.
- Giovanni Carbonara, Avvicinamento al restauro. Teoria, storia, monumenti, Napoli, Liguori, 1997.
- Ignacio Gonzales-Varas, Conservaciòn de Bienes Culturales, Madrid, Ediciones Catedra, 1999
- Maria Piera Sette, Il restauro in architettura. Quadro storico, UTET, Torino, 2001.
- Alessandro Conti, Storia del restauro e della conservazione delle opere d'arte, Milano, Electa. 2002 ISBN 88-435-9821-X
- Maria Andaloro (a cura di) La teoria del restauro nel Novecento: da Riegl a Brandi. Atti del Convegno Internazionale (Viterbo, 12-15 novembre 2003), Firenze, Nardini Editore, 2006. ISBN 88-404-4097-6
- Marco Ciatti (con la collaborazione di Francesca Martusciello), Appunti per un manuale di storia e di teoria del restauro, Firenze, Edifir, 2010. ISBN 978-88-7970-346-8
- Alessandro Pergoli Campanelli, La nascita del restauro. Dall'antichità all'alto medioevo, Milano, Jaca book, 2015. ISBN 978-88-16-41299-6
- A cura di Laura Iamurri e Sabrina Spinazzè, L'arte delle donne nell'Italia del Novecento, Meltemi, Roma, 2001 p. 100-106. ISBN 88-8353-123-X

### Principali opere teoriche
- Cesare Brandi, Teoria del restauro di Cesare Brandi. Lezioni raccolte da L. Vlad Borrelli, J. Raspi Serra e G.Urbani, Roma, Edizioni di Storia e Letteratura, 1963 - Torino, Einaudi Editore, 1977.
- Giovanni Carbonara, La reintegrazione dell'immagine, Roma, Bulzoni, 1976.
- Umberto Baldini, Teoria del restauro e unità di metodologia (2 voll), Firenze, Nardini Editore, 1978-1981. ISBN 88-404-4001-1
- Nullo Pirazzoli, Introduzione al restauro, Venezia, CLUVA Università, 1986
- Benito Paolo Torsello, La materia del restauro. Tecniche e teorie analitiche, Marsilio, Venezia, 1988.
- Marco Dezzi Bardeschi, Restauro: Punto e da capo, Milano, Franco Angeli, 1991. ISBN 88-204-9752-2
- Paolo Marconi, Il restauro e l'architetto, Venezia, Marsilio Editori, 1993. ISBN 88-317-5759-8
- Maria Adriana Giusti, Restauro dei giardini. Teorie e storia, Firenze, Alinea, 2004. ISBN 88-8125-645-2
- Lacuna. Riflessioni sulle esperienze dell’Opificio delle Pietre Dure, atti dei convegni (Ferrara, 7 aprile 2002; Ferrara 5 aprile 2003), Firenze, Edifir, 2009. ISBN 8879701576
- Francesco La Regina, Il restauro dell'architettura, l'architettura del restauro, Napoli, Liguori, 2004.
- Benito Paolo Torsello, Che cos'è il restauro? Nove studiosi a confronto, Venezia, Marsilio Editori, 2005. ISBN 88-317-8645-8

### Manuali di restauro dei beni storico-artistici
- Giuseppina Perusini, Il restauro dei dipinti e delle sculture lignee. Storia, teorie e tecniche, Del Bianco, Udine, 1985-2004. OCLC 695622600